# Вашингтон переправляется через Делавэр
«Вашингтон переправляется через Делавэр» или «Вашингтон пересекает Делавэр» (англ. Washington Crossing the Delaware) — гигантская по размеру картина, написанная немецким и американским художником Эмануэлем Лойце (Emanuel Leutze, 1816—1868) в 1851 году. Принадлежит музею Метрополитен в Нью-Йорке. Размер картины — 149 × 255 дюймов (378,5 × 647,7 см).

## Описание
Картина посвящена известному историческому событию времён Войны за независимость США — форсированию реки Делавэр в рождественскую ночь с 25 на 26 декабря 1776 года, предпринятому Джорджем Вашингтоном и его отрядом, насчитывавшим около 2400—2500 человек. После этого отряд направился к Трентону и атаковал позиции гессенских солдат, застав их врасплох и одержав уверенную победу.
Картина написана в стиле романтизма. На переднем плане на фоне неестественно яркого неба (хотя переправа происходила в ночное время) изображён генерал Джордж Вашингтон, будущий первый президент США. Среди группы людей, находящихся в его лодке, — поддерживающий знамя полковник Джеймс Монро (будущий пятый президент США), нагнувшийся над бортом генерал Натаниэль Грин, а также темнокожий Принс Уиппл — один из гребцов в передней части лодки.

## История
Первая версия этой картины была начата Эмануэлем Лойце в 1849 году. В 1850 году она была повреждена пожаром в его мастерской, но затем восстановлена. После этого она была приобретена Бременской картинной галереей, но в 1942 году была уничтожена в результате бомбёжки и последующего пожара.
Работу над второй версией картины Лойце начал в 1850 году, и она была окончена в 1851 году. В июле 1851 года она выставлялась в мастерской художника в Дюссельдорфе, а затем она была отправлена в США. В октябре 1851 года картина была представлена на выставке в Нью-Йорке, после которой она была куплена Маршаллом Робертсом (Marshall O. Roberts) за громадную по тем временам сумму в 10 000 долларов.
Маршалл Робертс скончался в 1880 году, но картина оставалась в собранной им коллекции до 1897 года, когда она была куплена Джоном Стюартом Кеннеди (John Stewart Kennedy), который подарил её музею Метрополитен.
В 1976 году в связи с 200-летием США (а также к филателистической выставке «Интерфил-76») Почтовая служба США выпустила почтовый блок с изображением этой картины.
В апреле 2022 года аукционный дом «Кристис» объявил, что уменьшенное авторское повторение полотна «Вашингтон переправляется через Делавэр» (примерно 90 × 180 см), ранее находившееся в Белом доме, будет выставлено на продажу на аукционе в мае. По предварительной оценке, его цена может составить около 20 миллионов долларов.

## Несоответствия
Исследователи отмечают ряд исторических и фактических неточностей на картине. Как уже было указано, переправа происходила ночью, а небо светло́, как днём. Кроме того, согласно воспоминаниям участников этих событий, в ту ночь шёл дождь с мокрым снегом. Далее, структура льда не соответствует той, что обычно бывает на реке Делавэр (там льдины более крупные и плоские) — что неудивительно, поскольку Лойце писал эту картину в Германии, основываясь на своих впечатлениях от Рейна. Стоять в лодке подобно тому, как изображён Джордж Вашингтон, было бы крайне небезопасно. Более того, лодки, используемые для таких переправ, были другого типа.
Есть также некоторые несоответствия, связанные с людьми, присутствующими в лодке. Будущий президент Джеймс Монро (поддерживающий знамя) действительно принимал участие в переправе, но он был в то время молодым лейтенантом, и вероятность того, что он оказался в одной лодке с Вашингтоном, довольно мала. Далее, по поводу темнокожего гребца Принса Уиппла — нет никаких свидетельств о том, что он принимал участие в той переправе. Сам Вашингтон, которому в тот момент было около 44 лет, выглядит старше своего возраста.
Также дискутируется вопрос о флаге. Знамя, изображённое на картине — это так называемый флаг Бетси Росс (англ. Betsy Ross flag) с 13 звёздами, расположенными по кругу. Хотя считается, что этот флаг был впервые предложен летом 1776 года, он до 1777 года широко не использовался.

## Случаи «цензуры»
В США картина Лойце стала хрестоматийной — её изображения воспроизводятся в школьных учебниках. Известны случаи, когда школьные администраторы требовали «подвергнуть цензуре» изображения этой картины, поскольку им казалось, что деталь цепочки часов, прикреплённая к штанам Вашингтона и состоящая из двух декоративных округлых украшений красного цвета, могла вызвать у некоторых учеников ассоциации с гениталиями. В некоторых случаях организовывалась закраска этой детали вручную в выпущенных тысячными тиражами учебных пособиях.